# Kongres w Lushnji
Kongres w Lushnji (alb. Kongresi i Lushnjës) – zgromadzenie albańskich przywódców politycznych, które obradowało w Lushnji w dniach 21 stycznia - 31 stycznia 1920 i uchwaliło niepodległość i suwerenność państwa albańskiego.

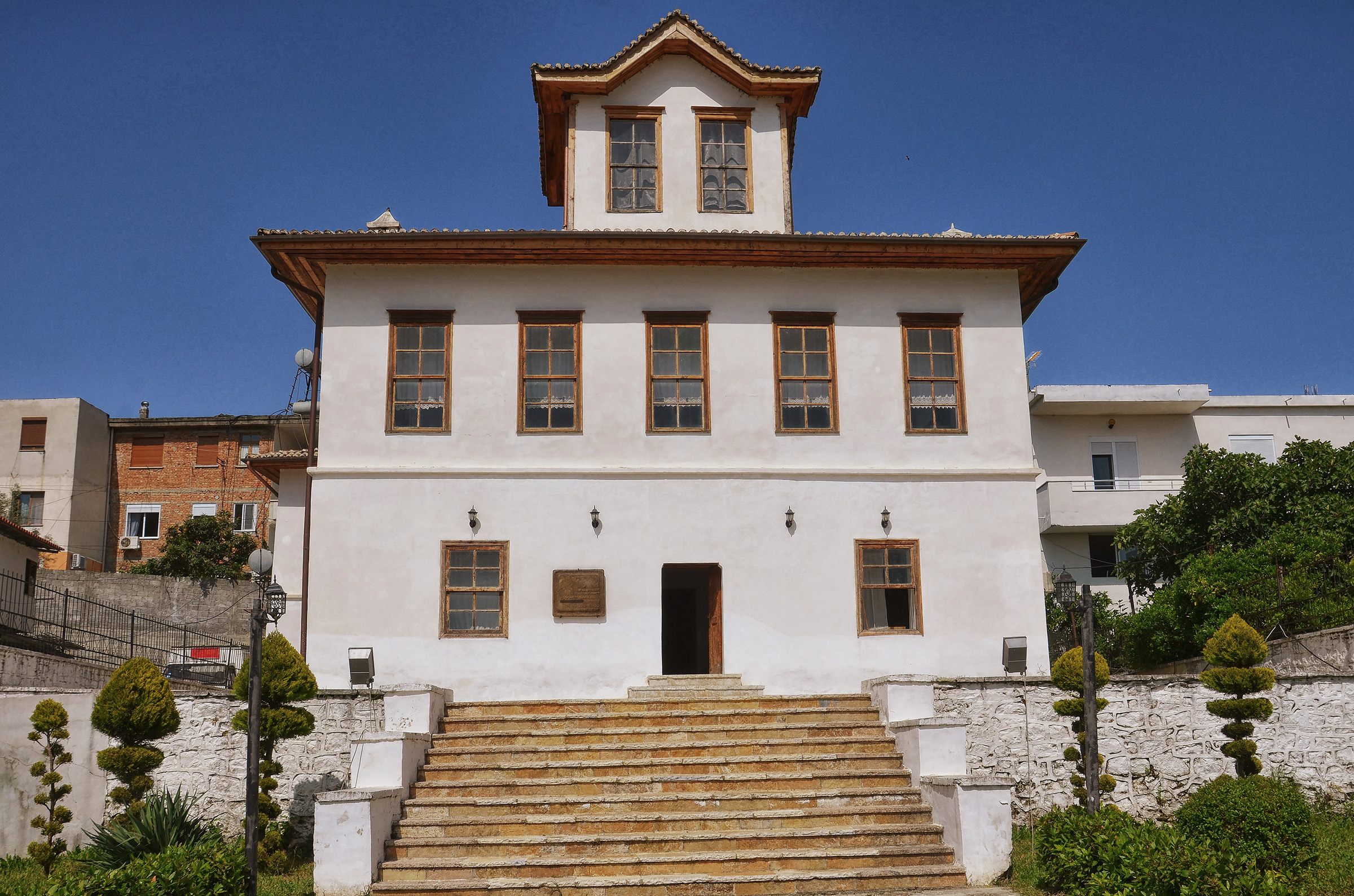
Miejsce obrad Kongresu

## Sytuacja polityczna Albanii w przededniu kongresu
W 1919 ziemie utworzonego w 1913 Księstwa Albanii znajdowały się nadal pod kontrolą wojsk okupacyjnych, głównie włoskich i francuskich. Od grudnia 1918 pod kontrolą Włoch działał powołany w Durrës rząd tymczasowy, kierowany przez Turhana Paszę Përmetiego. Rząd wyłonił delegację, która w 1919 wyjechała na obrady Konferencji Pokojowej w Paryżu. Istotne dla przyszłości ziem albańskich mogło być podpisane 19 lipca 1919 tajne porozumienie włosko-greckie (znane jako układ Tittoni-Venizelos), które zakładało podział ziem albańskich i stref wpływów pomiędzy sygnatariuszami. W sierpniu 1919 grupa prowłoskich polityków z Myfidem Libohovą i Fejzi Alizoti podpisała porozumienie z włoskim dyplomatą Carlo Durazzo, uzgadniając rozszerzenie wpływów rządu z Durrës na większość terytoriów okupowanych dotąd przez oddziały włoskie (poza Wlorą i wyspą Sazan). Przyszłość państwa albańskiego stanęła pod znakiem zapytania, kiedy 14 stycznia 1920 premierzy Wielkiej Brytanii, Francji i Włoch podpisali w Paryżu porozumienie o podziale ziem albańskich pomiędzy trzy sąsiednie państwa - Grecję, Serbię i Czarnogórę.

## Przesłanki zwołania kongresu
Decyzje o przyszłości Albanii, podejmowane przez przedstawicieli obcych mocarstw sprzyjały narastającemu niezadowoleniu wśród albańskich działaczy narodowych, a także ograniczeniu wpływów rządu Turhana Paszy Përmetiego. Oprócz delegacji rządowej w obradach konferencji paryskiej brali udział także przedstawiciele albańskiej diaspory, w większości przeciwnych dominacji włoskiej w Albanii. Rolę wiodącą wśród nich odgrywali Mehmet Konitsa i Mihal Turtulli. Na terenie Albanii od 1919 działała tajna organizacja Krahu Kombëtar (Skrzydło Narodowe), kierowana przez Eshrefa Frasheriego. Organizacja dążyła do wyzwolenia ziem albańskich spod obcej dominacji. W czasie obrad przywódców Krahu Kombëtar pojawiła się koncepcja zwołania kongresu narodowego i obalenie rządu w Durrës. Pierwotnie planowano, że obrady kongresu odbędą się w Krui, ale rebelia wywołana w środkowej Albanii przez zwolenników Esada Paszy Toptaniego przekreśliła te plany. W listopadzie 1919 na tajnym spotkaniu w Durrës, w domu Abdyla Ypiego postanowiono, że miejscem obrad będzie Lushnja, a kongres rozpocznie się w styczniu 1920. Wybór Lushnji wynikał z jej położenia, daleko od miejsca stacjonowania jednostek włoskich. Próbą zastraszenie organizatorów kongresu było morderstwo Abdyla Ypiego, który został zastrzelony 15 stycznia 1920. Pierwsi delegaci przybyli do Lushnji już 15 stycznia 1920, kolejni bezpośrednio po pogrzebie Abdyla Ypiego, który odbył się w Durrës. Dowódca włoskiego kontyngentu stacjonującego w Albanii, gen. Settimo Piacentini był zasypywany prośbami przez ministrów rządu Permetiego, aby oddziały włoskie rozpędziły uczestników kongresu w Lushnji. Piacentini odmówił, uznając że są to sprawy wewnątrzalbańskie, w które Włosi nie powinni ingerować. Część albańskiej milicji, pozostającej pod komendą włoską, została skierowana do Lushnji, ale nie ingerowała w przebieg kongresu.

## Obrady kongresu
Podstawą prawną dla obrad kongresu był pięciopunktowy dokument przyjęty 13 grudnia 1919, będący zarazem apelem do Albańczyków o zwołanie "Naczelnego Zgromadzenia Narodowego". W obradach kongresu wzięło udział 56 delegatów. Miejscem obrad był istniejący do dziś dom Kaso Fugi. Ochronę obrad zapewniał lokalny oddział żandarmerii, pod komendą Llazara Bozo. Mimo że oficjalna data rozpoczęcia kongresu to 21 stycznia, większość delegatów dotarła do miasta tydzień później i pierwsze obrady decyzyjne mogły rozpocząć się dopiero 28 stycznia. 
Posiedzenie w dniu 28 stycznia 1920 rozpoczęło się od modlitwy, którą prowadził szejk Ibrahim Karbunara, a następnie powitania przybyłych przez Ferit Vokopolę. W tym dniu wybrano władze Kongresu - przewodniczącym został wybrany Aqif Pasza Elbasani, jego zastępcą Sotir Peci, a sekretarzami Ferid Vokopola i Kostaq Kosta. Delegaci zdecydowali o obaleniu rządu Turhana Paszy Permetiego. Powołano do życia nowy rząd, na czele którego stanął Sulejman Delvina, przywódca frakcji liberalnej na kongresie. Funkcję kolektywnej głowy państwa miała sprawować czteroosobowa Rada Regencyjna (Këshilli i Lartë), złożona z przedstawicieli czterech największych wspólnot wyznaniowych. Organem ustawodawczym miała być Rada Narodowa (Këshilli Kombëtar), stanowiąca formę parlamentu. Kongres potwierdził niepodległość państwa albańskiego i jego integralność terytorialną. Delegacji przyjęli prowizorium ustrojowe (Bazat e Kanunores se Keshillit te Larte), które określało organizację władz państwowych do roku 1924. Jedną z ostatnich decyzji Kongresu było przeniesienie stolicy państwa do Tirany. Decyzje podjęte na kongresie przyspieszyły wystąpienie zbrojne na południu Albanii, zakończoną bitwą o Wlorę i wyzwoleniem terytoriów Albanii, znajdujących się pod kontrolą Włoch. Zapowiadane na kongresie wybory powszechne do Konstytuanty, która miała przesądzić przyszłe losy Albanii nie zostały zwołane z uwagi na narastający kryzys polityczny w kraju.

Flaga Albanii w czasie obrad Kongresu w Lushnji

Budynek, w którym odbywały się obrady Kongresu, znajduje się w centralnej części miasta, w 1960 został przekształcony w muzeum.